# Noctua albida
Noctua albida là một loài bướm đêm trong họ Noctuidae.